# 법집별행록절요병입사기 (한솔제지)
법집별행록절요병입사기(法集別行錄節要幷入私記)는 대한민국 강원특별자치도 원주시 (주)한솔제지에 있는 조선시대의 목판본 책이다. 1995년 7월 19일 대한민국의 보물 제1222-1호로 지정되었다.

## 개요
고려 중기의 고승인 보조국사 지눌(1158∼1210)이 고려 희종 5년(1209)에 저술한 책으로 조선 성종 17년(1486) 광주 무등산 규봉암에서 간행하였으며, 1권 1책이다.
지눌은 8살 때 구산선문 가운데 사굴산파에 속했던 종휘에게 나아가 승려가 되었다. 당시 불교사회의 종파간 대립을 멀리하고 자유롭게 공부하였으며, 고려 명종 12년(1182) 승과에 급제한 후에는 보제사의 담선법회에 참석한 승려들과 함께 정혜결사를 맺었다. 지눌의 사상은 교종과 선종을 따로 나누지 않고 부처와 조사의 가르침을 올바로 이해하여 참선하면 그 요령을 얻게 된다는데 있다.
이 책은 보조국사 지눌이 사상적으로 가장 원숙했던 시기에 집필한 책으로 지눌의 선(禪)사상이 결집된 한국철학의 백미로 평가받고 있으며, 이로 인해 사찰강독의 교과서로 현재까지 교육되고 있다. 이 판본은 현재까지 알려진 것 가운데 가장 오래된 판본으로 보물 제1148호로 지정된 판본과 동일한 연대이기는 하나 이보다 더 깨끗하고 책 끝에는 대걸(大傑)의 발문이 붙어있다.

## 참고 자료
- 법집별행록절요병입사기 - 국가유산청 국가유산포털